# SH-Jong
SH-Jong of Slechthorende jongeren is een organisatie van en voor slechthorende jongeren in de leeftijd van 12 tot en met 30 jaar. De organisatie richt zich voornamelijk op lotgenotencontact, voorlichting en belangenbehartiging. SH-Jong werd in 1972 opgericht.

## Doel
SH-Jong organiseert jaarlijks meerdere dag- en weekendactiviteiten, met als doel slechthorende jongeren elkaar te laten ontmoeten. Voorbeelden van dergelijke activiteiten zijn het Herfstweekend in oktober en Pinksterweekend tijdens Pinksteren. Ook worden er workshops, regionale activiteiten en borrels verspreid over het hele land georganiseerd.
Vrijwilligers bij SH-Jong geven door het hele land voorlichting aan scholen en bedrijven over omgaan met slechthorendheid bij jongeren. In 2016 lanceerde de organisatie de campagne 'Slechthorend. Nou en?!', met als primaire boodschap dat men zich niet moet laten beperken door zijn of haar slechthorendheid. Hiervoor werd een mini-documentaire gemaakt, met in de hoofdrol Stan van Kesteren, voormalig voorzitter van SH-Jong.
Om de belangen van slechthorende jongeren te behartigen, zet SH-Jong zich in voor projecten met als doel de bewustwording te vergroten. Ook lobbyt de organisatie met politici - zowel op nationaal niveau als op regionaal en lokaal niveau - en werkt het hiervoor samen met andere belangenorganisaties als Ieder(in). 

## Noemenswaardige activiteiten

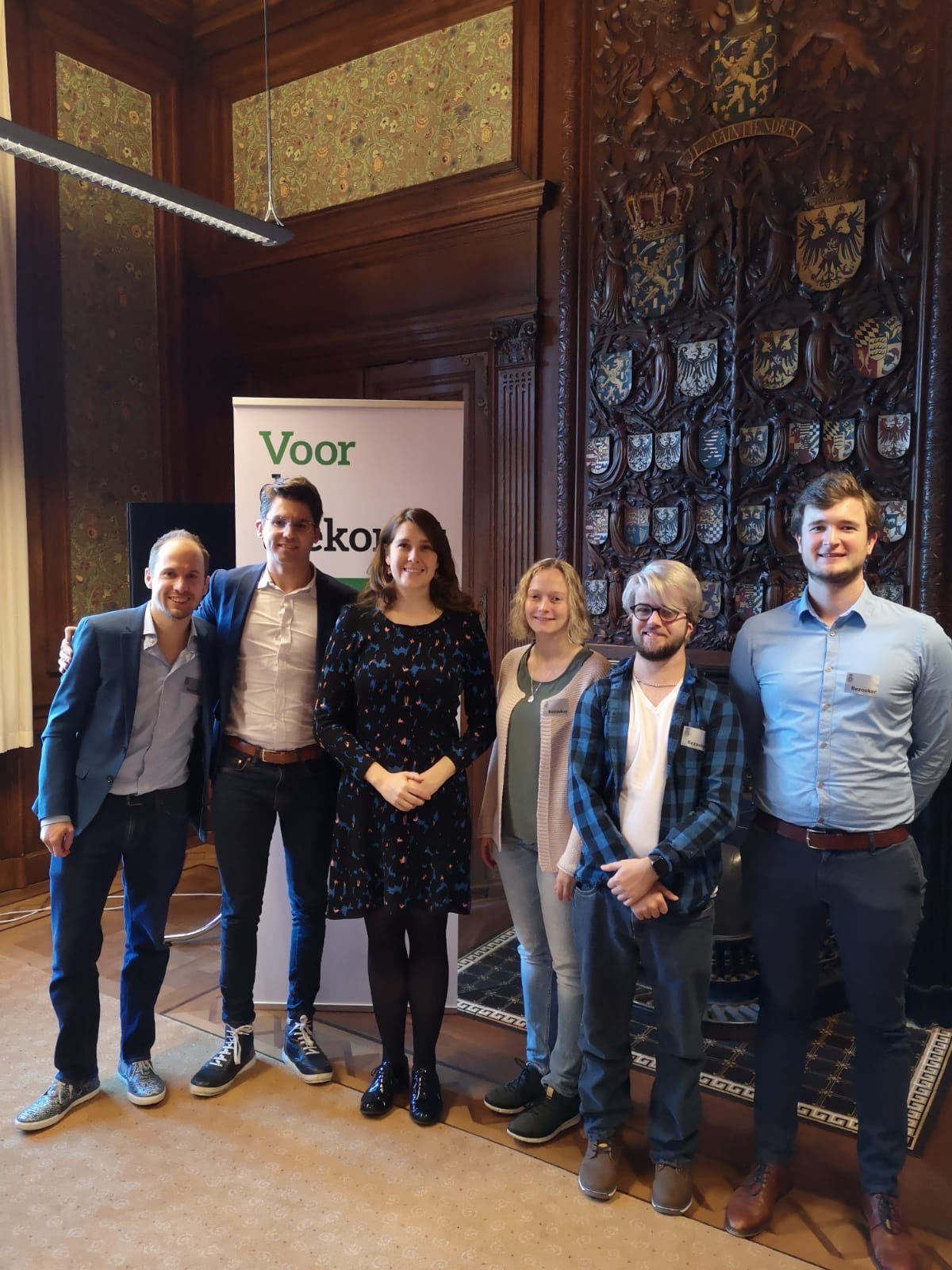
Bestuur SH-Jong met D66-Kamerlid Jessica van Eijs

In oktober 2019 heeft SH-Jong de handen ineengeslagen met raadslid Tjerk Langman van de lokale partij LPF Eindhoven voor de actuele motie Gebarentolk, die als doel had op de gemeentelijke website de functie 'Klik voor Teletolk' toe te voegen. Deze maakt het mogelijk voor doven en slechthorenden contact op te nemen met een medewerker van de gemeente, met behulp van een schrijftolk of gebarentolk. Ook werd in de motie gevraagd ervoor te zorgen dat raadsvergaderingen ondertiteld kunnen worden. De motie werd tijdens de raadsvergadering van 1 oktober 2019 gesteund door Wethouder Marcel Oosterveer (VVD, financiën). Deze zei toe de motie te omarmen, met de kanttekening eerst contact op te nemen met andere gemeenten die al gebruik maken van Klik voor Teletolk. In augustus 2020 is de functionaliteit definitief uitgerold en beschikbaar gesteld op de gemeentelijke website.

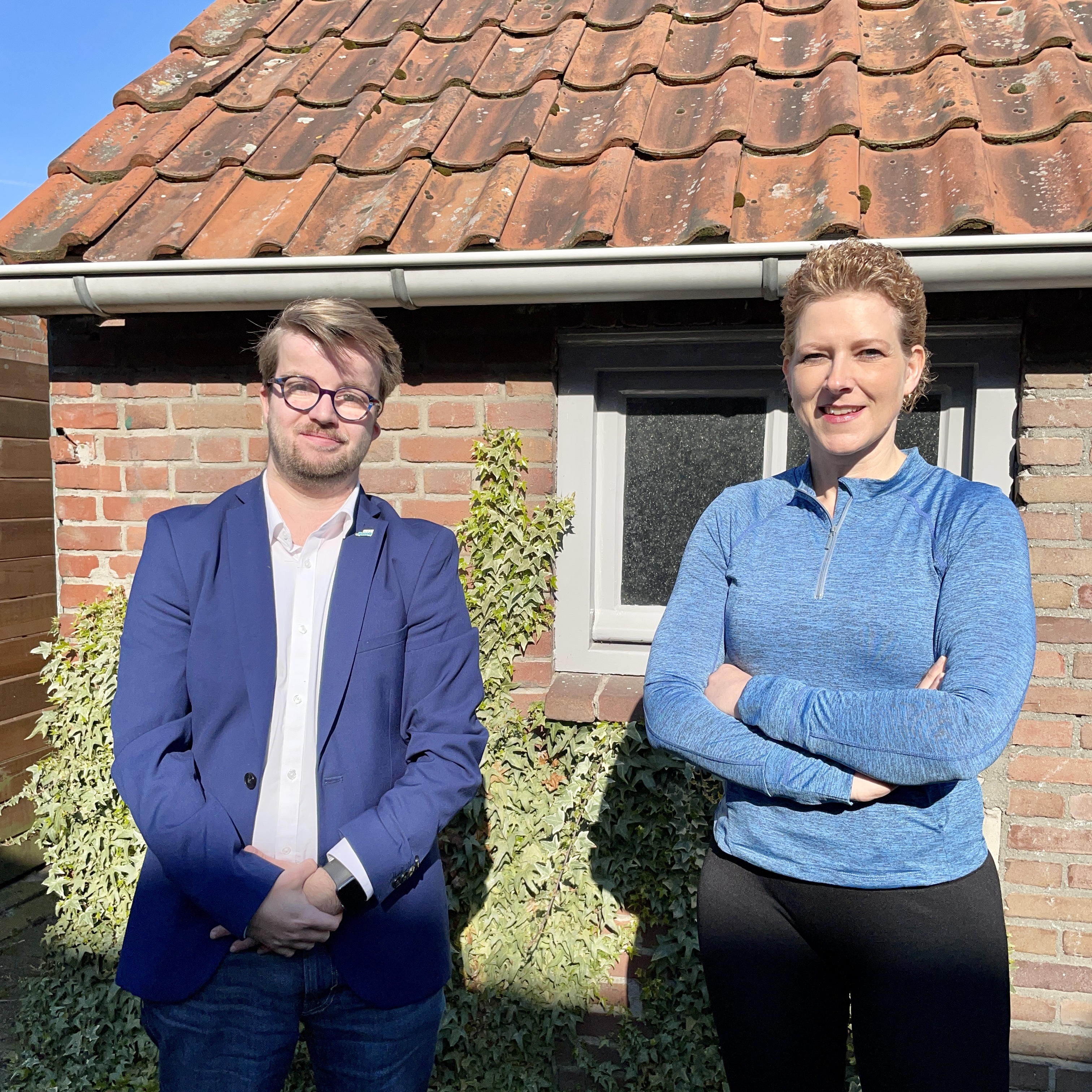
SH-Jong-voorzitter Tom de Beer met CDA-Kamerlid Inge van Dijk

In oktober 2019 sprak SH-Jong met Tweede Kamerlid Jessica van Eijs (D66) over onder meer het initiatiefvoorstel ter erkenning van de Nederlandse Gebarentaal, waar zij mede-indiener van is. Verder ging het over de kosten van technische hulpmiddelen voor slechthorende jongeren, en over slechthorendheid in het onderwijs en op de arbeidsmarkt. 
In juni 2020 nam een bestuurslid deel aan het programma Onbeperkt Meedoen! van het ministerie van Volksgezondheid, Welzijn en Sport. Hiervoor werd een filmpje opgenomen en gepubliceerd, waarin voorbeelden van praktische oplossingen voor slechthorenden in tijden van corona worden getoond.
In november 2020 werd in Laarbeek (gemeente) de motie Gebaren- en schrijftolk ingediend. De SH-Jong-voorzitter droeg deze motie voor bij de lokale partij PNL Laarbeek, waar hij tevens zelf zitting neemt in het partijbestuur. Net als de motie Gebarentolk in Eindhoven van oktober 2019 is de motie Gebaren- en schrijftolk erop gericht op de gemeentelijke website de functie 'Klik voor Teletolk' beschikbaar te stellen, dit om de communicatie voor doven en slechthorenden toegankelijk te maken. De motie werd op 19 november unaniem aangenomen door de gemeenteraad, en kon bovendien rekenen op steun van het College van B&W. Ongeveer een maand na de adoptie in de gemeenteraad werd de motie uitgevoerd, en kwam op de gemeentelijke website een knop beschikbaar waarmee Klik voor Teletolk benaderd kan worden. Het Eindhovens Dagblad schreef naar aanleiding hiervan een nieuwsartikel, waar ook de voorzitter van SH-Jong een bijdrage aan leverde.
In april 2021 ontving SH-Jong Tweede Kamerlid Inge van Dijk van het CDA. De twee spraken toen vooral over de vergoeding voor hoortoestellen en de keuzevrijheid hierin voor patiënten, maar ook over het breder beschikbaar stellen van 'Klik voor Teletolk' op gemeentelijk en regionaal niveau.